# Kultur i Armenien
Den armeniska kulturen har genom sitt geografiska läge utvecklats under påverkan av mest europeisk kultur med ryska influenser på grund av sin tidigare status som en av republikerna i Sovjetunionen.

## Dans
Den armeniska danskonsten har varit en av de äldsta, rikaste och mest varierade i östra Europa. I Armenien finns hällmålningar, daterade från 5000 år f.Kr till 3000 år f.Kr, av scener med folkdans. Dessa danser har troligen åtföljts av vissa typer av sånger och musikinstrument.

## Arkitektur
Den klassiska armeniska arkitekturen är indelad i fyra separata perioder. Den första armeniska kyrkan byggdes mellan 500- och 700-talet när Armenien började bli kristet. De tidiga kyrkorna var oftast enkelt byggda.

## Konst
Det nationella konstgalleriet i Jerevan har mer än 16 000 verk som går tillbaka till medeltiden och som visar Armeniens rika kultur genom tiderna. Här finns också målningar av många europeiska mästare. Den moderna konstmuseet, barnens bildgalleri, och Martiros Saryans museum är bara några av de anmärkningsvärda samlingar av konst som visas i Jerevan. Dessutom finns många privata gallerier med roterande utställningar och försäljning.

## Musik
Målningar av rituella danser som daterats till 2000–3000 f.Kr. är de första beläggen för den rika armeniska musikkulturen. Genom ett notationssystem från 700-talet gavs nya  förutsättningar för att utveckla en solistisk sångkonst. Instrument som hittats av arkeologer och litterära historiska framställningar om episka sånger vittnar om ett världsligt musikliv. Dagens folkmusik särskiljs genom olika regionala stilar och har sina rötter i olika perioder i den folkliga musikens historia så som arbetssånger, lyriska och religiösa sånger samt danssånger. Av vikt för musiken är de vandrande sångarna. Instrumentalmusik på olika varianter av fiddlor, hackbräden, trummor och skalmejor förekommer i städerna. Ryssland, Persien och Turkiet har historiskt haft inflytande över den mångfasetterade konstmusiken men från 1960-talet och framåt har influenser även hämtats från västerländsk tradition.

## Språk
Armeniska är landets officiella språk och tillhör en egen gren inom den indoeuropeiska språkfamiljen. Även kurdiska och ryska är viktiga språk.
Det armeniska språket har påverkats starkt av omgivningen och har så många lånord från de iranska språken att de västliga språkvetarna länge trodde att armeniska var ett iranskt språk. Dessutom har armeniska många gamla ord vars ursprung är helt okänt och man räknar med att de kommit in från utdöda fornspråk som inte lämnat efter sig några skriftliga spår.

## Mat
Armeniens mat har ofta en ganska tydlig doft. I den armeniska maten finns ofta olika kryddor, grönsaker, fisk och frukt. Armenien är också känt för sitt vin och konjak.

## Sport
I Armenien spelas många olika sporter. Den mest populära sporten i landet är fotboll. Andra populära sporter är brottning, tyngdlyftning, judo, schack och boxning. Armeniens bergiga terräng ger också stora möjligheter att utöva sporter som skidåkning och klättring. Armenien har nått sina största framgångar internationellt i schack, tyngdlyftning och brottning.